# Eutatus seguini
Eutatus seguini es una especie extinta de la familia Chlamyphoridae del género Eutatus, del cual es su especie tipo. Este armadillo gigante habitó en el centro-sur de América del Sur desde el Pleistoceno medio (0,4 Ma) hasta el Holoceno temprano (5000 años AP). El registro de sus restos fósiles se limita a la Argentina.
Vivió durante las edades-mamífero sudamericanas: Bonaerense, Lujanense, y Platense.

## Características generales y hábitos
Esta especie tenía una apariencia similar al viviente tatú carreta, con el que posiblemente estaba relacionada. 
Poseía un cráneo alargado con un escudete de placas óseas conocido como escudete cefálico. Contaba con 9 a 10 dientes en cada mandíbula, los que le permitían alimentarse de larvas, caracoles, huevos de aves, carne en descomposición, y tallos. Dorsalmente estaba defendido por una robusta coraza dorsal; dos tercios de la misma eran cubiertos por alrededor de 33 bandas móviles. Sus patas eran robustas, cortas, armadas con enormes garras, con las cuales cavaba grandes galerías subterráneas, con amplias cámaras donde paría y alimentaba a sus crías. Sus grandes  paleocuevas, tentativamente atribuidas a esta especie sobre la base de la morfología de las ictinas, se descubrieron en la ciudad de Mar del Plata y en la próxima San Eduardo del Mar.
El único individuo con esqueleto completo es el exhumado en el año l996 por José Luis Ramírez en las barrancas del río Salto, el cual posee una antigüedad de alrededor de 60 000 años AP; se expone en el Museo de Paleontología y Arqueología José F. Bonaparte, de la ciudad de Salto, en la provincia de Buenos Aires, Argentina.

## Localidades de colecta
Provincia de Buenos Aires
- Las “toscas del Río de la Plata”
- La Plata
- Punta Piedras
- norte de Mar del Plata
- Miramar
- Mar del Sur
- Necochea
- Punta Negra
- Las Grutas
- Centinela del Mar
- Río Salto
- Punta Hermengo

## Taxonomía
Eutatus seguini fue descrito originalmente en el año 1867 por el paleontólogo francés François Louis Paul Gervais. El material tipo son restos adquiridos en el año 1871 por el Muséum National d' Histoire Naturelle de París, los que fueron colectados por François Seguin.         
Gervais, en sus publicaciones, es escueto sobre la localidad tipo, solo señala: «Confédération Argentine» y prácticamente nada habla de su estratigrafía. Sin embargo, los registros de dicho museo, basados en dos catálogos manuscritos del propio colector, indican como localidad tipo el río Salado de la provincia de Buenos Aires, en situación estratigráfica correspondiente al "Pampeano". 
Fue asignado a Dasypodidae por el paleontólogo estadounidense Robert L. Carroll en 1988.
Eutatus punctatus fue descrita originalmente por el paleontólogo argentino Florentino Ameghino. Durante mucho tiempo fue sinonimizada con Eutatus seguini, hasta que en el año 2004, la revisión del género Eutatus realizada por los paleontólogos C. M. Krmpotic, A. A. Carlini, y G. J. Scillato-Yané, arrojó que sería una buena especie, por lo que fue revalidada. La situación volvió a cambiar al analizar la correcta cronoestratigrafía Eutatus pues se detectó otra especie del género para el Ensenadense, por lo que E. seguini dejó de ser la especie característica de dicha edad, volviendo a la sinonimia de esta última la especie Eutatus punctatus.

### Etimología
La etimología de la denominación científica específica (seguini) es un homenaje al colector del ejemplar tipo que sirviera para describirlo: François Seguin.

## Extinción
En relación con su extinción, los amerindios primitivos, denominados «paleoindios», seguramente jugaron un papel destacado. Sus restos fueron exhumados de sitios arqueológicos de los primeros poblamientos humanos de la región pampeana, por ejemplo en la «Cueva Tixi», en la sierra de la Vigilancia, borde oriental del conjunto serrano del sistema de Tandilia, acompañados por otras especies faunísticas que compartían su hábitat y que también eran consumidas: Ozotoceros bezoarticus, Lama guanicoe, Myocastor coypus, Lagostomus maximus, Dasypus hybridus, Chaetophractus villosus, Zaedyus pichiy, y Rhea americana.